# Dominika van Santen
Dominika van Santen Alix (Maracaibo; 15 de julio de 1983) es una modelo, actriz, reina de belleza y bailarina venezolana. 

## Biografía
Dominika nació en Maracaibo, de padre holandés y madre venezolana. Tiene dos hermanas: Gotwin y Daniëla. Dominika habla español, inglés y holandés. Van Santen se graduó en Comunicación Social, mención Cine, Radio y Televisión en la Universidad Rafael Belloso Chacín de Maracaibo, Venezuela.
La zuliana de ascendencia holandesa mide 1.73. Compitió en el Miss Venezuela 2005 portando la banda de la Península Guajira. A pesar de no haber quedado entre las finalistas del Miss Venezuela, Van Santen fue seleccionada por World Beauty Organization para representar a la Isla de Margarita en el Top Model of the World que se llevó a cabo en Humen, China, siendo la segunda venezolana en ganar este certamen después del triunfo de Jacqueline Aguilera en 1995.
Como representante del "Top Model of the World", Van Santen viajó a varios países con el fin de presentarse en las pasarelas para mostrar la moda de diferentes diseñadores Internacionales. Durante su reinado, Van Santen visitó entre otros países: los Estados Unidos, Países Bajos, España y su país natal Venezuela.
Van Santen también es conocida por haber sido una de las participantes en la feria de la Chinita en Maracaibo, en donde portó la banda de Cervecería Polar, y por ser la primera venezolana que realiza una sesión para la revista Maxim de Holanda en la edición de noviembre del 2006.
En febrero del 2007 Dominika van Santen coronó a su sucesora Natália Guimarães de Brasil durante el certamen del Top Model of the World que se celebró en Kunming, China.
En el año 2008 Van Santen inicia una nueva etapa de su vida cuando se residencia en Londres, Reino Unido con el fin de complementar sus talentos de modelo, bailarina y actriz.

## Concursos de belleza
- Top Model of the World Winner Beauty Contest  ~ China 2005-2006  ~ Ganadora
- Miss Venezuela Contestant ~ Miss Península Guajira 2005

## Películas
- “Prince of Persia” The movie  ~ Character; Harem Girl / Pinewood Studios / Londres 2008